# Anoda pubescens
Anoda pubescens là một loài thực vật có hoa trong họ Cẩm quỳ. Loài này được Schltdl. mô tả khoa học đầu tiên năm 1837.